# Anna of the North
Анна Лоттеруд — норвежская певица и автор песен, более известная под сценическим псевдонимом Anna of the North.

## Биография
Анна родилась в Йёвике в 1989 году. Начав изучение графического дизайна в Норвегии она решила продолжить обучение в Мельбурне.

### Музыкальная карьера
Во время учебы в Мельбурне, Анна познакомилась с новозеландским продюсером Брэди Дэниэлл-Смитом на одном из его концертов. Вместе с ним была сформирована группа Anna of the North, где Анна исполняла вокал, а Брэди продюсировал мелодии.
В июне 2014 года Anna of the North выпустила свой дебютный сингл «Sway», который сразу же стал интернет-хитом и принес ей контракт с лейблом Honeymoon в США. В сентябре 2014 года The Chainsmokers официально ремикшировали «Sway».
Далее последовали песни «The Dreamer» и «Baby», попав на вершину в The Hype Machine, а позже поддержав Kygo в турне по Европе. В течение следующих нескольких месяцев она выпустила песни «Us» и « Oslo», получившие признание критиков.
В мае 2017 года Анна анонсировала свой дебютный альбом Lovers с заглавным треком и ведущим синглом «Someone» для его релиза 8 сентября. Сингл «Lovers» звучал в фильме Всем парням, которых я любила раньше 2018 года.
В июле 2017 года Анна участвовала в записи синглов Tyler, The Creator’s «Boredom» и «911/ Mr.Lonely» с его альбома Flower Boy вместе с Rex Orange County и Frank Ocean соответственно. Анна также была приглашена выступить с Тайлером, The Creator’s и Стивом Лейси на Позднем шоу со Стивеном Кольбером.
Второй студийный альбом Анны «Dream Girl» был выпущен 25 октября 2019 года. Заглавный трек этого альбома появился в рекламном ролике iPad Pro в 2020 году. В октябре 2020 года она выпустила EP Believe.

## Дискография

### Альбомы
- Lovers (2017)
- Dream Girl (2019)
- Crazy Life (2022)

### EP
- Believe (2020)

### Синглы
| Название                 | Год  | Альбом                      |
| ------------------------ | ---- | --------------------------- |
| «Sway»                   | 2014 | сингл, не вошедший в альбом |
| «The Dreamer»            | 2015 | сингл, не вошедший в альбом |
| «Baby»                   | 2016 | Lovers                      |
| «Us»                     | 2016 | сингл, не вошедший в альбом |
| «Oslo»                   | 2017 | сингл, не вошедший в альбом |
| «Lovers»                 | 2017 | Lovers                      |
| «Someone»                | 2017 | Lovers                      |
| «Money»                  | 2017 | Lovers                      |
| «Fire»                   | 2017 | Lovers                      |
| «Nothing Compares 2 U»   | 2018 | сингл, не вошедший в альбом |
| «Leaning On Myself»      | 2019 | Dream Girl                  |
| «Used to Be»             | 2019 | Dream Girl                  |
| «Thank Me Later»         | 2019 | Dream Girl                  |
| «Playing Games»          | 2019 | Dream Girl                  |
| «Dream Girl»             | 2019 | Dream Girl                  |
| «Dream Girl (Home Made)» | 2020 | Believe                     |
| «Lovers (Home Made)»     | 2020 | Believe                     |
| «Someone Special»        | 2020 | Believe                     |
| «Meteorite»              | 2022 | Crazy Life                  |
| «Dandelion»              | 2022 | Crazy Life                  |
| «Bird Sing»              | 2022 | Crazy Life                  |
| «Nobody»                 | 2022 | Crazy Life                  |
| «I do you»               | 2022 | Crazy Life                  |

### Guest appearances
| Название                                                 | Year | Исполнитель(-ли)                                | Альбом                      |
| -------------------------------------------------------- | ---- | ----------------------------------------------- | --------------------------- |
| «Had a Love»                                             | 2016 | Vessels                                         | Сингл, не вошедший в альбом |
| «Boredom»                                                | 2017 | Tyler, the Creator and Rex Orange County        | Flower Boy                  |
| «911 / Mr. Lonely»                                       | 2017 | Tyler, the Creator, Frank Ocean, and Steve Lacy | Flower Boy                  |
| «Pick Me Up»                                             | 2017 | G-Eazy                                          | The Beautiful & Damned      |
| «Charlie Brown»                                          | 2018 | Rejjie Snow                                     | Dear Annie                  |
| «IDGAF» (Anna of the North Remix)                        | 2018 | Dua Lipa                                        | IDGAF (Remixes)             |
| «Feels So Good ◑»                                        | 2018 | Honne                                           | Love Me / Love Me Not       |
| «I Don’t Even Know Why Though» (Anna of the North Remix) | 2019 | Alina Baraz                                     | The Color Of You (Remixes)  |
| «Summer Fade»                                            | 2019 | Snakehips                                       | TBA                         |
| «Over»                                                   | 2020 | PREP                                            | TBA                         |

## Номинации и премии

### Sweden GAFFA Awards
Присуждаемая с 2010 года премия GAFFA Awards (шведское название: GAFFA Priset) — это шведская премия, которая присуждается одноименным журналом исполнителям популярной музыки.
| Год  | Номинируемая работа | Категория            | Результат | Ссылка |
| ---- | ------------------- | -------------------- | --------- | ------ |
| 2018 | Herself             | Best Foreign New Act | Номинация | [ 19 ] |